# NGC 4142
NGC 4142 is een balkspiraalstelsel in het sterrenbeeld Grote Beer. Het hemelobject werd op 29 april 1789 ontdekt door de Duits-Britse astronoom William Herschel.

## Synoniemen
- UGC 7140
- MCG 9-20-102
- ZWG 269.37
- PGC 38645